# 欧日地区圣瓦斯特
欧日地区圣瓦斯特（法語：Saint-Vaast-en-Auge，法語發音：[sɛ̃ va(st) ɑ̃.n‿oʒ] ⓘ）是法国卡尔瓦多斯省的一个市镇，属于利雪区。

## 地理
欧日地区圣瓦斯特（49°17'29"N, 0°0'18"W）面积2.98 平方千米，位于法国诺曼底大区卡爾瓦多斯省，该省份为法国西北部沿海省份，北濒大西洋英吉利海峡，东北与滨海塞纳省以海上边界相接，东临厄尔省，南至奧恩省，西与芒什省接壤。
与欧日地区圣瓦斯特接壤的市镇（或旧市镇、城区）包括：布朗维尔、欧日地区杜维尔、滨海戈讷维尔、厄朗、圣皮埃尔阿济夫、滨海维莱。

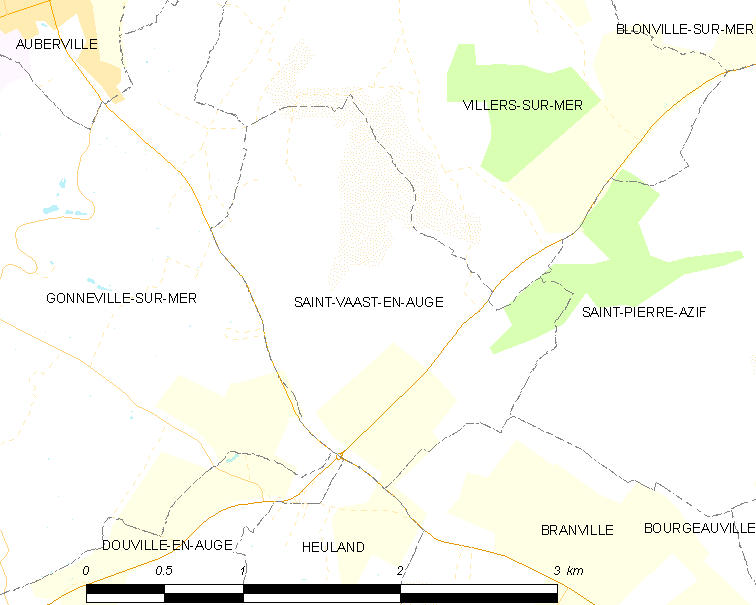
欧日地区圣瓦斯特的OSM定位图

欧日地区圣瓦斯特的时区为UTC+01:00、UTC+02:00（夏令时）。

## 行政
欧日地区圣瓦斯特的邮政编码为14640，INSEE市镇编码为14660。

## 政治
欧日地区圣瓦斯特所属的省级选区为卡堡县。

## 人口

1962-2008年间欧日地区圣瓦斯特人口变化图示

欧日地区圣瓦斯特于2022年1月1日时的人口数量为115人。